# Бајамо
Бајамо (шп. Bayamo) је град на Куби у покрајини Гранма. Према процени из 2011. у граду је живело 163.737 становника.

## Становништво
Према процени, у граду је 2011. живело 163.737 становника.
| 1991.   | 2011.   |
| ------- | ------- |
| 141.222 | 163.737 |